# Lysithea (maan)
Lysithea is in afstand de twaalfde maan van Jupiter. Met een diameter van slechts enkele tientallen kilometers is ze een van de kleinste manen die tot nog toe zijn ontdekt. De maan werd voor het eerst waargenomen in 1938 door Seth Barnes Nicholson op het Lick-observatorium, gezien de kleine afmetingen een opmerkelijke prestatie. Lysithea is vernoemd naar de dochter van Oceanus (mythologie).
Over Lysithea is zeer weinig bekend. Wel kunnen we zeggen dat vanwege de grote glooiingshoek de maan oorspronkelijk vermoedelijk afkomstig is uit een ander deel van het zonnestelsel.